# Saint-Germain-sur-Rhône
Saint-Germain-sur-Rhône è un comune francese di 407 abitanti situato nel dipartimento dell'Alta Savoia della regione dell'Alvernia-Rodano-Alpi.

## Società

### Evoluzione demografica
Abitanti censiti